# Flatpak
Flatpak (anteriormente conhecido como xdg-app) é um programa utilitário de implantação de programas de computador descentralizado, gestão de pacote e virtualização para o sistema operacional Linux. Um programa empacotado no formato Flatpak provê um ambiente seguro em sandbox, onde o usuário executa programas em um modo isolado sem influenciar no sistema operacional, ou seja, onde cada programa empacotado possui apenas as bibliotecas necessárias para a execução do programa. Aplicações usando Flatpak necessitam de autorização prévia do usuário para usar o hardware ou acessar arquivos do sistema, semelhante aos aplicativos para o sistema operacional Android.
Em 2013, Lennart Poettering propôs a ideia de usar contêineres de programas no ambiente de trabalho GNOME, publicando um artigo sobre isso em 2014. Desenvolvido como parte do projeto freedesktop.org (anteriormente conhecido como X Desktop Group - sigla XDG), foi chamado originalmente como xdg-app.
Diferente do gerenciador de pacotes Snappy, o Flatpak foi desenvolvido para ser descentralizado, permitindo adicionar programas de diferentes fontes/lojas. Uma fonte popular é o Flathub, que disponibilizam alguns programas populares, como: Mozilla Firefox, GIMP, LibreOffice, Pitivi, KDE Applications, e alguns não oficiais como Chromium, Blender, Inkscape, Spotify, Skype, Discord, e Steam. Tem se tornado popular também na pirataria, pela facilidade de distribuição com todas as dependências, incluindo Wine (necessário para execução de programas para Windows no Linux).
O programa de gestão Steam para o sistema Linux adotou a tecnologia do Flatpak em seu runtime de compatibilidade, para executar jogos em contêineres específicos individuais.